# Colloïde
 (septembre 2023).
La mise en forme du texte ne suit pas les recommandations de Wikipédia : il faut le « wikifier ».
Les points d'amélioration suivants sont les cas les plus fréquents. Le détail des points à revoir est peut-être précisé sur la page de discussion.
- Les titres sont pré-formatés par le logiciel. Ils ne sont ni en capitales, ni en gras.
- Le texte ne doit pas être écrit en capitales (les noms de famille non plus), ni en gras, ni en italique, ni en « petit »…
- Le gras n'est utilisé que pour surligner le titre de l'article dans l'introduction, une seule fois.
- L'italique est rarement utilisé : mots en langue étrangère, titres d'œuvres, noms de bateaux, etc.
- Les citations ne sont pas en italique mais en corps de texte normal. Elles sont entourées par des guillemets français : « et ».
- Les listes à puces sont à éviter, des paragraphes rédigés étant largement préférés. Les tableaux sont à réserver à la présentation de données structurées (résultats, etc.).
- Les appels de note de bas de page (petits chiffres en exposant, introduits par l'outil «  Source ») sont à placer entre la fin de phrase et le point final[comme ça].
- Les liens internes (vers d'autres articles de Wikipédia) sont à choisir avec parcimonie. Créez des liens vers des articles approfondissant le sujet. Les termes génériques sans rapport avec le sujet sont à éviter, ainsi que les répétitions de liens vers un même terme.
- Les liens externes sont à placer uniquement dans une section « Liens externes », à la fin de l'article. Ces liens sont à choisir avec parcimonie suivant les règles définies. Si un lien sert de source à l'article, son insertion dans le texte est à faire par les notes de bas de page.
- La présentation des références doit suivre les conventions bibliographiques. Il est recommandé d'utiliser les modèles {{Ouvrage}}, {{Chapitre}}, {{Article}}, {{Lien web}} et/ou {{Bibliographie}}. Le mode d'édition visuel peut mettre en forme automatiquement les références.
- Insérer une infobox (cadre d'informations à droite) n'est pas obligatoire pour parachever la mise en page.

Pour une aide détaillée, merci de consulter Aide:Wikification.
Si vous pensez que ces points ont été résolus, vous pouvez retirer ce bandeau et améliorer la mise en forme d'un autre article.

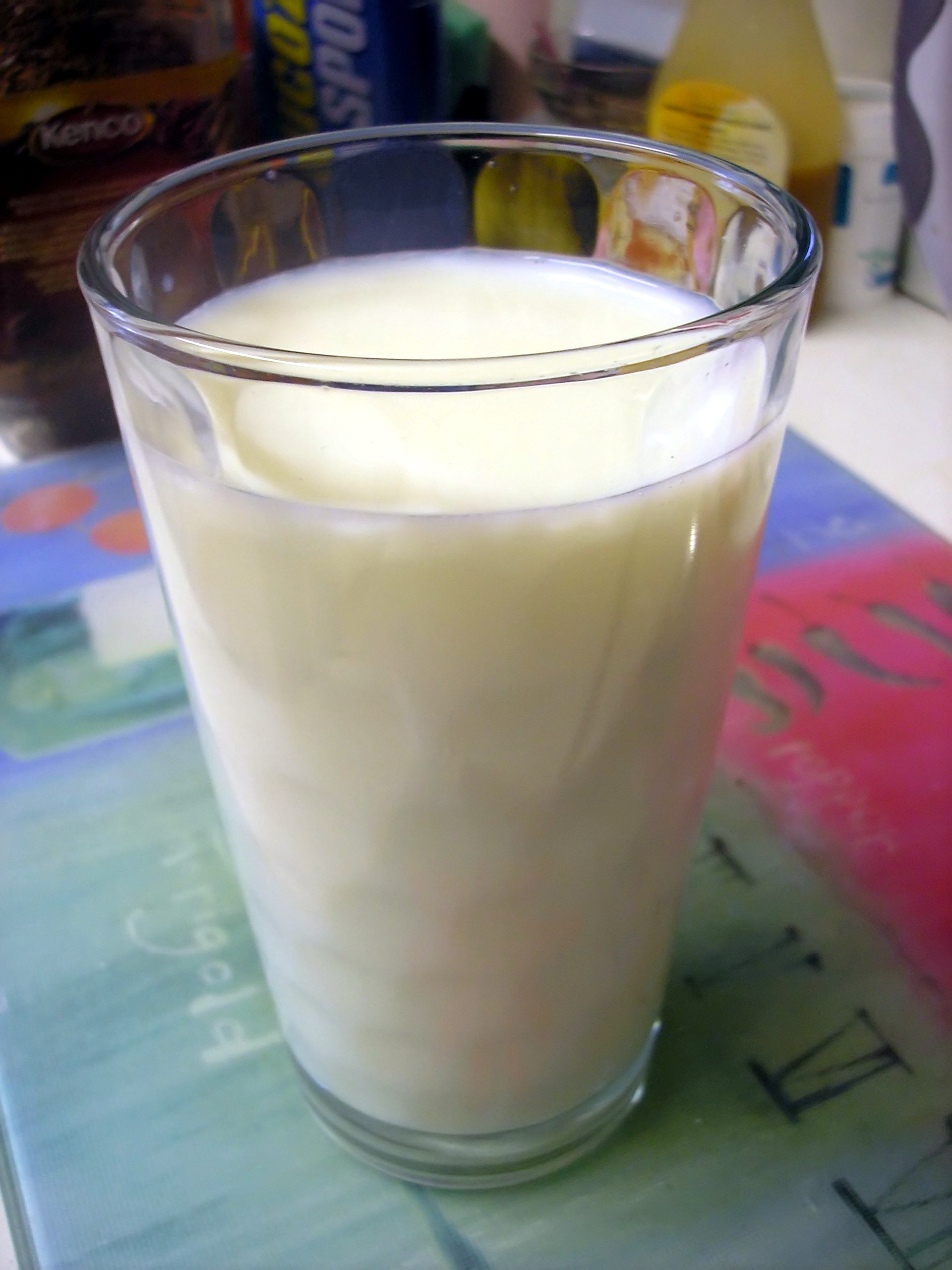
Le lait est une suspension colloïdale de globules gras dans l'eau.

Les colloïdes sont définis internationalement, par l'IUPAC, comme des « systèmes colloïdaux », avec la définition suivante : 
Le terme désigne un état de subdivision, avec des molécules ou des particules polymoléculaires dispersées dans un milieu et dont la taille, au moins dans une direction, est entre 1 nanomètre et 1 micromètre, ou avec des discontinuités à des distances de cet ordre de grandeur.
Un colloïde est ainsi une dispersion d'une ou plusieurs substances suspendues dans un liquide, formant un système à deux phases séparées. Il s'agit d'un mélange hétérogène de particules dont les dimensions vont du nanomètre au micromètre. Ces particules ont donc la taille d'une nanoparticule, même si elles ne sont pas spécifiquement considérées en tant que telles. On parle de « suspension » pour un colloïde et non de « solution ».
Les colles et les gels sont des colloïdes et forment des suspensions dites colloïdales.
Les suspensions colloïdales sont intermédiaires entre les suspensions (particules de taille supérieure au micromètre) et les solutions vraies (particules de taille inférieure au nanomètre).
Un colloïde peut aussi être une substance sous forme de liquide ou galénique semi-solide comme certaines préparations pharmaceutiques, cosmétiques, etc. qui contiennent en suspension des particules suffisamment petites pour que le mélange soit macroscopiquement homogène.
La pectine (polysaccharide), certaines protéines, telles l'ovalbumine ou la gélatine, forment des suspensions colloïdales, dites macromoléculaires et permettent de fabriquer des flans et des gelées. D'autres glucides de haut poids moléculaire, tels l'amidon ou la cellulose, peuvent également former des colloïdes.
Les peintures sans odeur, le lait ou le plasma sanguin sont des suspensions colloïdales. Les métaux, comme l'argent (Collargol) ou l'or, le cuivre, peuvent se présenter sous forme de suspension colloïdale. Les composés tensio-actifs (détergents) forment des suspensions colloïdales dites micellaires. Les pellicules photographiques sont des gels.
Le terme « colloïde » vient du grec κόλλα / kólla, « colle », nommé ainsi par Graham en 1861 car la substance ne diffuse pas à travers une membrane semi-perméable.

## Définition d'un colloïde
Traditionnellement, le domaine colloïdal est défini à partir de quelques lois décrivant un comportement spécifique de la matière pour une échelle caractéristique de ses composants colloïdaux s'étalant du nanomètre au micromètre, c'est-à-dire des échelles telles qu'en milieu liquide, l'agitation thermique est observable.
En effet, si on considère une particule de diamètre d et de masse m dans un solvant, on peut comparer l'unité d'énergie thermique kBT à la variation d'énergie potentielle associée à la gravité si la particule se déplace en hauteur d'une altitude égale à son diamètre. D'après la définition ci-dessus, l'échelle colloïdale se caractérise par une prépondérance de l'énergie thermique par rapport à la gravité, conduisant à la relation suivante : 
{\displaystyle {\frac {k_{B}{\text{T}}}{mgd}}>1}.
Pour une particule de polystyrène (densité = 1.05), on constate que la relation ci-dessus n'est vérifiée que si le diamètre de la particule d < 1 µm.
Le système colloïdal est un mélange, constitué d'au moins une phase dispersée dans un milieu suspensif (id. phase dispersante). La caractérisation principale de ce mélange est l'effet négligeable des effets de gravitation par rapport à ceux de l'agitation thermique, dont la conséquence est l'absence de précipitation des particules colloïdales. À l'autre bout de l'échelle, les particules colloïdales doivent être suffisamment grosses pour que ce ne soit pas un mélange vrai (dans lequel les particules sont dissoutes et non suspendues), c'est-à-dire que ces particules ont une taille supramoléculaire et sont beaucoup plus grosses que les molécules du milieu porteur. De par cette définition, on comprend qu'il ne peut y avoir de suspension colloïdale de type gaz/gaz.
On distingue différentes catégories de colloïdes selon la nature des phases en présence :
| Milieu \ Phase | Milieu \ Phase | Phase dispersée                                                     | Phase dispersée                                                                          | Phase dispersée                                                                               |
| -------------- | -------------- | ------------------------------------------------------------------- | ---------------------------------------------------------------------------------------- | --------------------------------------------------------------------------------------------- |
| Milieu \ Phase | Milieu \ Phase | Gaz (bulles)                                                        | Liquide (gouttes)                                                                        | Solide (particules)                                                                           |
| Milieu continu | Gaz            | AUCUN (Tous les gaz sont miscibles)                                 | Aérosol liquide Exemples : brouillard, brume, nuage                                      | Aérosol solide Exemples : fumée, particules aériennes                                         |
| Milieu continu | Liquide        | Mousse Exemples : crème fouettée, mousse au chocolat                | Émulsion Exemples : lait, pastis, mayonnaise, savon liquide                              | Sol Exemples : peinture, certaines encres                                                     |
| Milieu continu | Solide         | Mousse solide Exemples : aérogel, polystyrène expansé, pierre ponce | Gel Aussi appelé émulsion solide[réf. nécessaire]. Exemple : beurre, gel hydroalcoolique | Sol solide Aussi appelé suspension solide. Exemples : cémentite dans l'acier, verre groseille |

Par abus de langage, on verra souvent l'appellation colloïde désigner seulement la phase dispersée (la plus « fine »).
Toutefois le tableau ci-dessus est insuffisant, parce qu'il n'envisage pas les systèmes colloïdaux à plus de deux phases. Pour décrire de tels systèmes, un « formalisme des systèmes dispersés » (DSF) a été introduit.

## État des connaissances sur les colloïdes

### En chimie
La stabilité d'une suspension colloïdale simple, comme des nanoparticules d'or dans une solution aqueuse, résulte de l'équilibre entre les interactions attractives et répulsives qui s'exercent sur les particules. Ces interactions dépendent notamment de la température, du pH et des électrolytes dissous : les argiles et les limons forment des suspensions colloïdales qui floculent en présence de métaux ou de sels, ce qui explique notamment l'envasement des estuaires.
Néanmoins, cette stabilité est plus cinétique que réellement thermodynamique. En effet, la sédimentation de la phase diffusée et donc la séparation des deux phases est l'état final de tout colloïde (cf. courbes de potentiels thermodynamiques du système). C'est la vitesse de ce phénomène de floculation/sédimentation, très lente, qui donne cette apparence de stabilité.

### En biologie et en biochimie
Les colloïdes sont fréquents dans le vivant, synthétisés par de nombreuses espèces, fongiques, bactériennes, végétales ou animales selon des conditions bio-physicochimiques variant beaucoup selon le type de colloïde et d'espèce.
Certains colloïdes (mucilages fongiques ou végétaux, mucus animaux, colloïdes sécrétés par des bactéries...) jouent un rôle important dans le transport (alors dit bio-colloïdal) de certaines substances, notamment de métaux lourds présents dans l'eau ou les sols.
Ils sont aussi impliqués dans certains phénomènes de biosorption de tout ou partie de ces substances par certains organismes, par exemple lors de phénomènes de biolixiviation de métaux ou radionucléides. La compréhension de ces phénomènes pourrait avoir un intérêt médical, vétérinaire et en termes de bioremédiation de sols pollués (et sédiments).

### En physique

#### Interactions interparticulaires
Les forces suivantes jouent un rôle important dans l’interaction entre particules colloïdales :
- l'interaction électrostatique. Les particules colloïdales portent souvent des charges électriques ce qui les fait s'attirer ou se repousser. Les charges contenues dans la phase continue (ions en solution dans le milieu porteur) ainsi que la mobilité des deux phases affectent cette interaction (effet d'écran Debye) ;
- les forces entropiques. D'après le deuxième principe de la thermodynamique, un système évolue vers un état qui maximise son entropie. Il peut en résulter des forces effectives même entre des sphères dures. Des particules solides ne peuvent s'interpénétrer, il peut en résulter les effets de volume exclu comme la force de déplétion, cette force effective entre les solutés est induite par la présence du solvant. Cette force de déplétion est une force attractive à très courte distance (de l'ordre de la taille des particules de solvant) entre deux particules de solutés, créée par l'absence statistique de solvant dans cette zone. Une expression analytique de cette force existe pour les sphères dures (modèle de Asakura et Oosawa)[10]. Les forces stériques (dues à la disposition, à la conformation des particules) sont entropiques par nature : il arrive que des surfaces couvertes de polymères ou des polymères non adsorbés en solution produisent des effets stériques supplémentaires.

#### Stabilisation d'une dispersion colloïdale (peptisation)
On cherche à stabiliser une dispersion colloïdale en empêchant l'agrégation des particules de la phase dispersée. Les deux principaux mécanismes sont la stabilisation stérique et la stabilisation électrostatique. La stabilisation électrostatique est basée sur la répulsion des charges de même signe. Des phases différentes ont souvent des affinités électrostatiques différentes ce qui provoque la formation d'une double couche électrique à l'interface. Dans un milieu dispersé, l'aire de l'interface est d'autant plus importante que les particules sont petites. Dans une dispersion colloïdale stable la masse de la phase dispersée est trop faible pour que la gravité vainque la répulsion électrostatique. La charge portée par les particules peut être observée en appliquant un champ électrique : toutes les particules migrent alors vers la même électrode ce qui indique qu'elles portent des charges du même signe. La stabilisation stérique consiste à fixer autour des particules des polymères ayant une forte affinité avec le solvant (affinité plus forte qu'entre deux monomères) ainsi lorsque deux polymères vont se rencontrer ils préfèreront interagir avec le solvant et se repousseront.

#### Déstabiliser une dispersion colloïdale (floculation)
Lorsque les particules s'agrègent à cause des interactions interparticulaires, on parle de dispersion instable. Certaines applications (traitement des eaux usées, épitaxie de cristal colloïdal) demandent de provoquer une telle floculation. On peut y parvenir suivant différents procédés :
- Suppression de la barrière électrostatique qui empêche l'agrégation via l'ajout de sel ou la modification du pH. Ces méthodes neutralisent ou « écrantent » les charges portées par les particules. Celles-ci se rapprochent alors à portée des forces de Van der Waals qui les coagulent entre elles.
- Ajout d'un polymère chargé de façon opposée aux particules ce qui lui permet de former des ponts entre elles. Par exemple des particules de silice ou d'argile chargées négativement peuvent floculer par l'addition d'un polymère chargé positivement.
- Ajout d'un polymère non adsorbant pour induire une attraction de déplétion.
- La déformation des particules peut augmenter les forces de Van der Waals, leur faisant dépasser les forces de stabilisation. Les colloïdes coagulent alors suivant certaines orientations.

Les suspensions colloïdales de basse fraction volumique forment des suspensions d'agrégats qui finissent par sédimenter (ou crémer) lorsque leur taille devient trop importante pour que l'agitation thermique (mouvement brownien) puisse contrebalancer la gravité. Les suspensions de haute fraction volumique forment des gels colloïdaux aux propriétés viscoélastiques. Le dentifrice par exemple coule lorsqu'il est poussé hors du tube mais reste ensuite sur la brosse à dents.

#### Technique d’analyse de la stabilité physique
L’analyse visuelle reste aujourd’hui le test le plus utilisé. L’échantillon est placé dans un contenant transparent et observé à l’œil nu à intervalle de temps régulier. Le temps de mesure est directement lié à l’application et il peut être de quelques minutes (vinaigrette) à plusieurs mois ou années (crème cosmétique). Si les observations visuelles mettent en évidence une variation de l’homogénéité (changement de couleur, séparation de phase, migration…) supérieur à un niveau acceptable, alors le produit est jugé comme instable et devra être reformulé ou soumis à un changement du procédé de fabrication.
Le rapport technique TR 13097 : « Guidelines for the characterization of dispersion stability » résume l’ensemble des techniques disponibles pour suivre la stabilité physique des systèmes dispersés.
Ce document présente :
- les mécanismes de déstabilisation : variation de taille de particule, migration, inversion de phase, etc. ;
- les outils de caractérisation (observation visuelle, diffusion de lumière résolue spatialement, acoustique et électroacoustique, etc.) ;
- les méthodes d’accélération de la déstabilisation (accélération thermique par élévation de la température, mécanique par inclinaison, vibration ou centrifugation) ;
- la prédiction de la stabilité.

Le rapport technique insiste sur l’intérêt d’analyser l’échantillon avec des techniques non destructives et présente les limites des méthodes d’accélérations. Puisque les émulsions sont instables du point de vue thermodynamique et que les impératifs industriels de productivité et de renouvellement des gammes impose des temps de tests courts, il convient de choisir une méthode d'accélération qui permette d'influer sur les mécanismes naturels inhérents de déstabilisation pour gagner du temps. On peut citer l'effet boycott (inclinaison) qui permet de générer des mouvements de convection et de déstabilisation pour accélérer la séparation des phases sans apport d'énergie externe. L'observation visuelle par stockage sur une étagère est la plus utilisée, mais ne permet pas de satisfaire aux exigences modernes de production. Pour pallier cela, la littérature rapporte l'usage d'une température de stockage élevée pour accélérer la démixtion, mais là encore, l'augmentation d'entropie du système génère des mécanismes qui n'auraient pas eu lieu sous un stockage classique (Coalescence - Inversion de phase) et rend la corrélation des résultats difficile. Le savoir-faire d'un formulateur pour répondre aux exigences modernes consiste à combiner différentes techniques rapides et faciles à mettre en œuvre sans modifications de l'échantillon pour effectuer un balayage des candidats et sélectionner rapidement la recette ou le moyen de dispersion le plus efficace. La combinaison et l'application d'un barème de scores à la suite de plusieurs méthodes de tests comme le stockage à plusieurs températures + inclinaison + vibration + centrifugation donne la 
meilleure méthode de sélection dans un temps réduit.

## Méthodes d’accélération pour la prédiction de la durée de vie
Le processus cinétique de déstabilisation peut prendre du temps, d’où l’intérêt des techniques avec une plus grande sensibilité et les méthodes d’accélération. L’élévation de la température est la méthode la plus employée et permet une diminution de la viscosité, augmentation des phénomènes de diffusion/collision… En plus d’augmenter les vitesses de déstabilisation, le stockage à température élevée permet de simuler les conditions de vie d’un produit manufacturé (lors du stockage et transport, les températures peuvent facilement atteindre 40 °C). La température ne doit pas excéder une valeur critique et propre à chaque système (température d’inversion de phase, de dégradation chimique ou d’ébullition) rendant alors ce test non conforme aux conditions réelles. D’autres techniques d’accélération peuvent être utilisées comme la centrifugation, mais doivent être prises avec précaution car les forces exercées sur le système peuvent engendrer des modifications des propriétés originelles de l’échantillon (changement de viscosité, modification du réseau du polymère, ségrégation des particules…) et donc fournir des résultats différents de la réalité.

### Un modèle d'atome
Les physiciens ne pouvant bien souvent pas voir les atomes directement, il leur arrive d'utiliser les colloïdes comme modèle simpliste mais aisément observable. On retrouve chez les colloïdes les forces qui gouvernent la structure et le comportement de la matière atomique. On retrouve les analogues colloïdaux des transitions de phase (cristallisation, interface entre un liquide de colloïdes et un gaz de colloïdes, point critique, etc.). Des particules colloïdales ayant une taille proche du micron peuvent être observées avec un microscope optique comme un microscope confocal. La taille (~104 fois celle d'un atome) implique également une dynamique plus lente qui peut être ainsi aisément observée en temps réel.

### Cristaux colloïdaux
Un cristal colloïdal est un réseau ordonné de particules pouvant s'étendre loin dans l'espace (typiquement de l'ordre d'un millimètre voir d'un centimètre) et qui semblent analogues aux cristaux atomiques ou moléculaires.
La nature fournit l'exemple de l'opale, une pierre précieuse dont les régions de couleur spectralement pures sont en fait un cristal colloïdal de sphères de silice (SiO2), Ces particules sphériques ont précipité dans des étangs à forte teneur en silice et ont formé cet empilement périodique après des années de sédimentation et de compression sous l'action des forces hydrostatiques et de gravitation.
La périodicité des cristaux colloïdaux laisse des vides régulièrement espacés, typiquement de quelques centaines de nm, qui agissent comme un réseau de diffraction optique pour les ondes électromagnétiques, en particulier la lumière visible,.
En effet, on sait depuis longtemps qu'à cause de la répulsion électrostatique, des particules chargées dans un milieu aqueux peuvent exhiber des corrélations à longue distance similaires à celles d'un cristal avec des séparations interparticulaires souvent bien plus grandes que la taille des particules elles-mêmes. Ces phénomènes sont toujours associés à une iridescence attribuée à la diffraction de la lumière visible.
Les nombreuses expériences qui ont exploré la physique et la chimie de ces cristaux colloïdaux ont permis l'émergence de techniques relativement simples de synthèse de colloïdes monodispersés.

### Méthodes de fabrication des colloïdes
à venir (pour l'instant, se référer à émulsion, section « technologie »)

## Exemples de colloïdes
Certaines peintures, ce qu'on appelle couramment aérosols comme la laque ou les déodorants, mais aussi certains aliments sont des colloïdes.

### Les colloïdes alimentaires
On rencontre couramment de nombreux colloïdes parmi nos aliments. Quelques exemples :
- la mousse, qui est une catégorie de colloïdes à part entière (gaz dans liquide) ;
- la crème glacée, qui est un mélange d'air et de crème ;
- les yaourts ;
- certaines boissons anisées alcoolisées, lorsque mélangées à l'eau (pastis).

### Les colloïdes magnétiques
On fabrique aussi, pour des besoins industriels, de petites billes de polymères qui sont destinées à être diffusées dans des liquides, notamment de l'eau, et qui auront alors un comportement de colloïde.
Souvent en polystyrène, ces petites billes peuvent subir un traitement particulier : l'intégration de poudre de fer lors de la synthèse du polymère permet de rendre ces objets sensibles aux phénomènes électro-magnétiques.
Dès lors, les billes répandues dans un liquide seront sensibles aux champs électriques. En particulier, elles vont s'organiser de façon ordonnée en fonction de ce champ, en se comportant comme des dipôles électriques induits.
Les colloïdes magnétiques ont des applications notamment dans la biochimie, en tant qu'éléments constitutifs d'une méthode de séparation permettant d'obtenir des résultats similaires à l'électrophorèse ou à la chromatographie.